# Himberg
Himberg ist eine Marktgemeinde im Wiener Becken mit 8324 Einwohnern (Stand 1. Jänner 2025) im Bezirk Bruck an der Leitha in Niederösterreich.

## Geografie
Himberg liegt wenige Kilometer südlich von Wien im Industrieviertel in Niederösterreich. Die Gemeinde wird vom Kalten Gang durchflossen.
Die Fläche der Marktgemeinde umfasst 47,65 Quadratkilometer. Davon sind 76 Prozent landwirtschaftliche Nutzfläche und 6 Prozent der Fläche sind bewaldet.
Bei Velm liegt das Münchendorfer Seenland mit seinen Badeteichen. Dieses besteht aus Wochenendhaussiedlungen in Münchendorf und südwestlich von Velm aus den Siedlungen Badeseen, Bauersee, Blahasee, Fasanensee, Kienersee, Neuhofsee und Schneidergrabensee. Bei Pellendorf liegen die Wochenendsiedlungen Badesee und Kafkasee.

### Gemeindegliederung
Das Gemeindegebiet umfasst die Ortschaften (in Klammern Einwohnerzahl Stand 1. Jänner 2025):
- Gutenhof (Dorf; 41)
- Himberg (Markt; 5811)
- Pellendorf (Dorf; 703)
- Velm (Dorf; 1769)
- Fasanensee (Dorf)[4]

Die Gemeinde besteht aus den Katastralgemeinden Gutenhof, Himberg, Pellendorf und Velm.

### Nachbargemeinden
| Maria-Lanzendorf Achau (Bez. Mödling) | Lanzendorf                                  | Zwölfaxing               |
| Münchendorf (Bez. Mödling)            | Kompassrose, die auf Nachbargemeinden zeigt | Rauchenwarth Ebergassing |
| Trumau (Bez. Baden)                   | Moosbrunn                                   | Gramatneusiedl           |

## Geschichte

Himberg um das Jahr 1873 (Aufnahmeblatt der Landesaufnahme)

Gutenhof (oben rechts) in: Münchendorf und Umgebung um 1873 (Aufnahmeblatt der Landesaufnahme)

Im Altertum war das Gebiet Teil der Provinz Pannonia. Die ersten Siedlungen auf dem Gebiet des heutigen Himbergs stammten von den Germanen und Römern. Die Region erlangte durch die römischen Legionslager Vindobona, Alanova und Carnuntum an Bedeutung.
Der Name Himberg taucht erstmals um 1100 im Zusammenhang mit der Schlacht auf dem Lechfeld im Jahr 955 gegen die Ungarn auf, als die Region an die Babenberger Markgrafen ging.
Einem Gefolgsmann der Babenberger, nämlich Marquardus de Hintperg, verdankt die Gemeinde ihren Namen. Später wandelte sich die Schreibweise von Hintberg über Himperch in Himberg. Der Babenberger Herzog Friedrich II. der Streitbare erwarb 1243 Himberg samt Burg und allen dazugehörigen Besitztümern.
1312–1315 war Himberg Schauplatz der Inquisition. Im Auftrag des Passauer Bischofs Bernhard von Prambach wurden hier im Rahmen einer überregionalen Ketzerverfolgung zwei Waldenser auf dem Scheiterhaufen verbrannt.
Gegen 1320 wurde Himberg zur eigenständigen Pfarre erhoben und 1365 erhielt Himberg das Marktrecht, was seine große Bedeutung im Mittelalter unterstreicht.
Der Einfall der Türken im Zuge der Belagerung Wiens 1529 und 1683 zerstörte nicht nur die Burg, sondern führte auch zu schweren Schäden am Ort. Als Entschädigung für die in den Türkenkriegen erlittenen Schäden bestätigt König Ferdinand, der spätere Kaiser Ferdinand I., seinen Untertanen zu Himberg mit Dekret vom 10. August 1533 die Marktfreiheit und gewährt zusätzlich diesem Ort das Mautprivilegium. Danach konnte jeden Freitag ein Wochenmarkt und zu St. Laurenz ein Ochsenmarkt abgehalten sowie während des ganzen Jahres ungarischer (heute burgenländischer) Wein ausgeschenkt und Mautgebühren eingehoben werden.
1749 erkaufte sich die wohlhabende Bürgerschicht Himberg aus dem landesfürstlichen Besitz um den Betrag von 40.100 Gulden frei. Himberg wurde damit freier Markt.
Im 19. Jahrhundert begann die Ansiedlung von unterschiedlichen Betrieben in Himberg. Auch die Eröffnung der Ostbahnlinie Wien-Bruck unterstützte die wirtschaftliche Entwicklung des Raumes um Himberg.
Das landwirtschaftliche Gut Gutenhof (um 1790 auf einige Jahrzehnte eine Spanische Schäferei) war bis 1833 Eigentum der Herrschaft Velm, danach bewirtschaftete es Eduard Ritter von Troll († 11. Jänner 1870 in Gutenhof; Alter: 69), ab 1837 k.k. Truchsess, der ab 1869 mit der Gemeinde Wien in Verhandlungen stand, dieser die Liegenschaft zugunsten einer Nutzung als Wiener Zentralfriedhof zu verkaufen, und der nach dem (nicht zuletzt durch Höhe und Umfang seiner Forderungen bedingten) Scheitern des Vorhabens freiwillig aus dem Leben schied.
1872 kam Gutenhof in den Besitz von Franz von Hopfen (1825–1901), der Teile davon für zehn Jahre dem k.k. Ackerbauministerium zu Lehrzwecken überließ. Im Rahmen der Wiener Weltausstellung 1873 war Gutenhof ein Ausstellungsort, an dem agrarische Erzeugnisse sowie Versuchsergebnisse öffentlich präsentiert wurden (Schwerpunkte: Dampfpflug, Kunstdünger, Wasserzufuhr). Ab 1896 war das Mayr-Melnhof’sche Gutenhof einer der ersten Landwirtschaftsbetriebe Österreichs, in dem (die durch den Kalten Gang gewonnene) Elektrizität weitestgehend nutzbar gemacht wurde.
In Velm wurde 1919 für die Börtel- und Strickgarnfabrik die allererste Kaplan-Turbine installiert, die hier bis 1955 ihren Dienst versah und heute im Technischen Museum ausgestellt ist.
Während der nationalsozialistischen Herrschaft erfolgte mit 15. Oktober 1938 die Eingemeindung nach Groß-Wien, worin Himberg bis 31. August 1954 als Teil des 23. Gemeindebezirkes von Wien verblieb. Am 1. September 1954 erlangte Himberg, wie die meisten sogenannten ehemaligen Randgemeinden, wieder die volle Selbständigkeit und wurde gleichzeitig um das Gebiet der Katastralgemeinde Gutenhof erweitert.
Mit 1. Jänner 1971 erfolgte die freiwillige Zusammenlegung der Gemeinde Himberg und Velm und mit 1. Jänner 1972 die von der Niederösterreichischen Landesregierung angeordnete zwangsweise Vereinigung mit der Gemeinde Pellendorf.
Von 1954 bis zu dessen Auflösung am 1. Jänner 2017 war Himberg Teil des Bezirks Wien-Umgebung.
Am 7. September 2019 fand in Himberg die erste LGBTIQ-Pride in Niederösterreich statt. Dies geschah in Reaktion auf einen Vorfall bei dem ein gleichgeschlechtliches Paar in Himberg auf offener Straße beschimpft wurde.

### Einwohnerentwicklung
| Himberg: Einwohnerzahlen von 1869 bis 2025          | Himberg: Einwohnerzahlen von 1869 bis 2025 | Himberg: Einwohnerzahlen von 1869 bis 2025 | Himberg: Einwohnerzahlen von 1869 bis 2025 | Himberg: Einwohnerzahlen von 1869 bis 2025 |
| --------------------------------------------------- | ------------------------------------------ | ------------------------------------------ | ------------------------------------------ | ------------------------------------------ |
| Jahr                                                |                                            |                                            |                                            | Einwohner                                  |
| 1869                                                | 1869                                       |                                            | 2.526                                      | 2.526                                      |
| 1880                                                | 1880                                       |                                            | 2.787                                      | 2.787                                      |
| 1890                                                | 1890                                       |                                            | 3.050                                      | 3.050                                      |
| 1900                                                | 1900                                       |                                            | 3.503                                      | 3.503                                      |
| 1910                                                | 1910                                       |                                            | 4.279                                      | 4.279                                      |
| 1923                                                | 1923                                       |                                            | 3.840                                      | 3.840                                      |
| 1934                                                | 1934                                       |                                            | 4.140                                      | 4.140                                      |
| 1939                                                | 1939                                       |                                            | 4.483                                      | 4.483                                      |
| 1951                                                | 1951                                       |                                            | 3.879                                      | 3.879                                      |
| 1961                                                | 1961                                       |                                            | 3.964                                      | 3.964                                      |
| 1971                                                | 1971                                       |                                            | 4.614                                      | 4.614                                      |
| 1981                                                | 1981                                       |                                            | 4.981                                      | 4.981                                      |
| 1991                                                | 1991                                       |                                            | 5.173                                      | 5.173                                      |
| 2001                                                | 2001                                       |                                            | 5.423                                      | 5.423                                      |
| 2011                                                | 2011                                       |                                            | 6.671                                      | 6.671                                      |
| 2021                                                | 2021                                       |                                            | 7.814                                      | 7.814                                      |
| 2025                                                | 2025                                       |                                            | 8.324                                      | 8.324                                      |
| Quelle(n): Statistik Austria, Gebietsstand 1.1.2021 |                                            |                                            |                                            |                                            |

## Kultur und Sehenswürdigkeiten

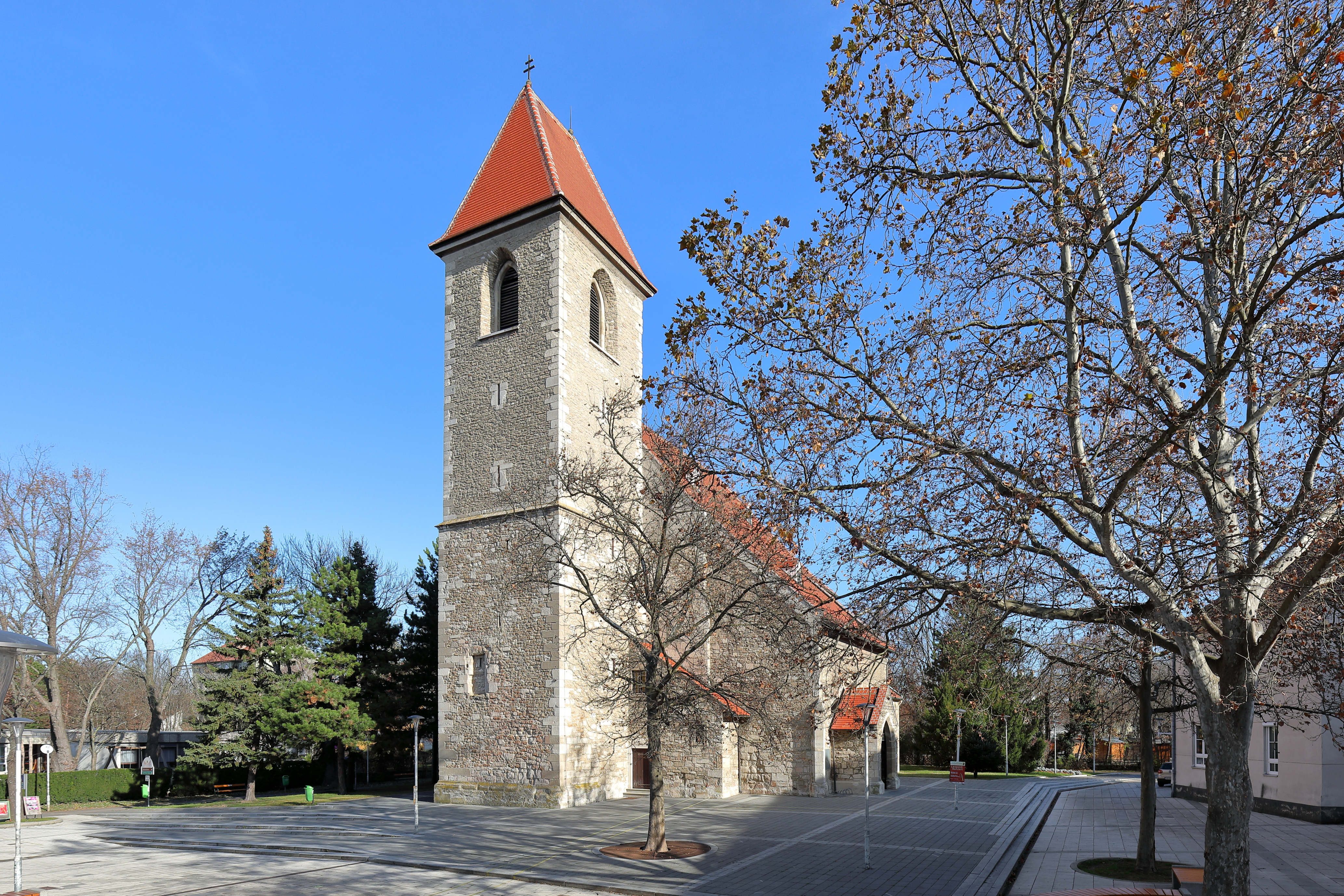
Pfarrkirche Himberg

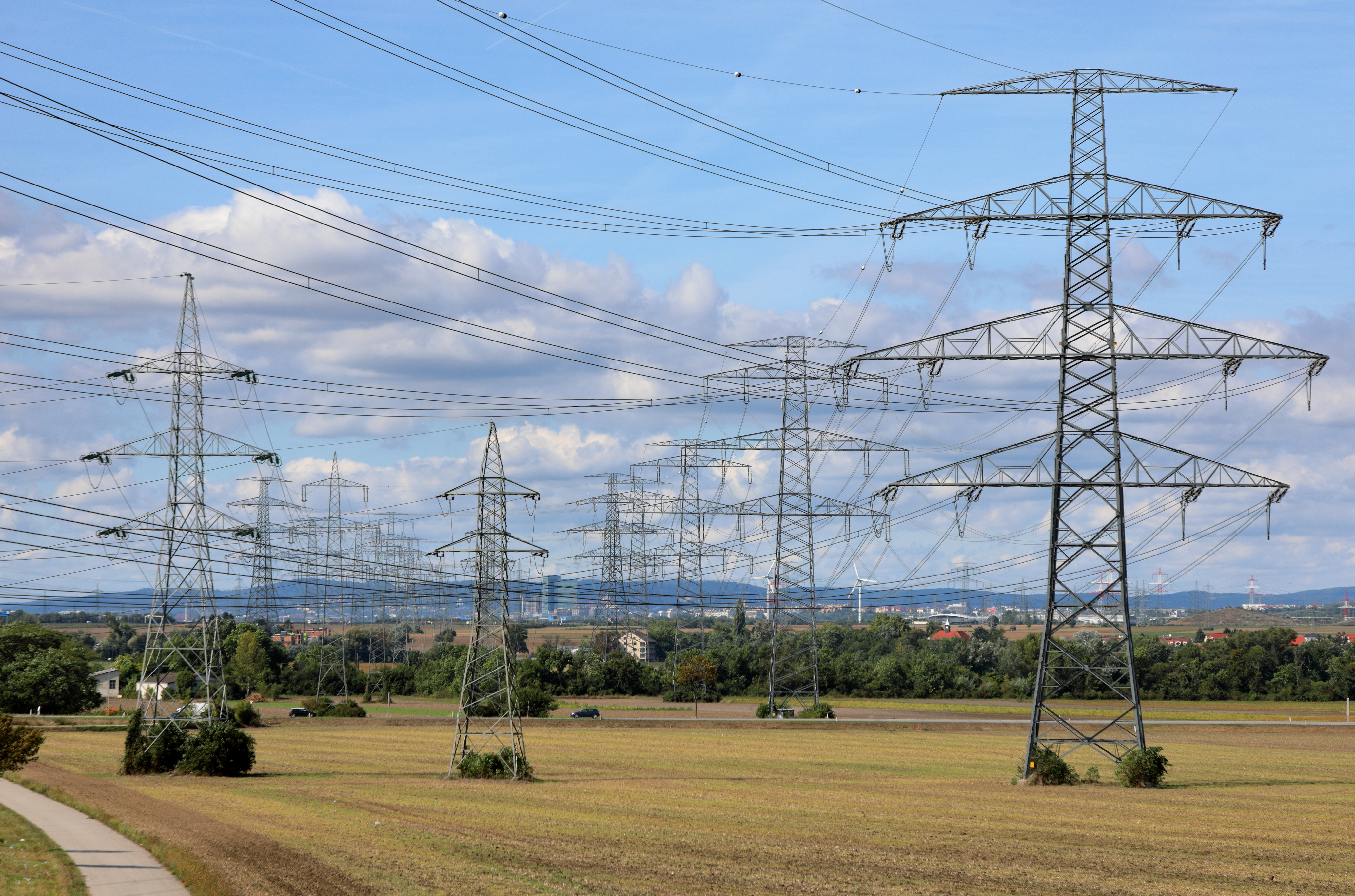
Hochspannungsfreileitungen zwischen den Dörfern Himberg und Pellendorf

- Katholische Pfarrkirche Himberg hl. Georg: Eine um 1130 errichtete Kirche, die ursprünglich Teil einer im 16. Jahrhundert zerstörten Burganlage war. Um 1230 wurde südseitig eine Kapelle angebaut und um 1400 erweitert, wobei dabei wohl der Anbau des südlichen Seitenschiffes gemeint ist. Ungefähr Mitte des 13. Jahrhunderts erfolgte die Errichtung des frühgotischen Chores und in der 1. Hälfte des 15. Jahrhunderts der Ausbau des markant vorgestellten Westturmes. Nachdem die Kirche bei der Zweiten Wiener Türkenbelagerung beschädigt worden war, erfolgte im Zuge der Instandsetzung eine Erhöhung und Einwölbung des Langhauses. Die Sakristei ist im barocken Stil und wurde in der Mitte des 18. Jahrhunderts nordseitig angebaut. Im Zuge des Zweiten Weltkrieges wurde die Kirche schwer beschädigt und 1951/52 wieder aufgebaut.[13]
- Evangelische Lukaskirche: Der schlichte Bau unter Satteldach mit seitlich angestelltem Fassadenturm wurde 1961 nach Plänen von Rudolf Angelides erbaut.[14]
- Katholische Pfarrkirche Velm hl. Nikolaus
- 2011 wurde in Himberg das neue Depot des Kunsthistorischen Museums fertiggestellt.

## Wirtschaft und Infrastruktur
Nichtlandwirtschaftliche Arbeitsstätten gab es im Jahr 2001 260, land- und forstwirtschaftliche Betriebe nach der Erhebung 1999 65. Die Zahl der Erwerbstätigen am Wohnort betrug nach der Volkszählung 2001 2486. Die Erwerbsquote lag 2001 bei 47,04 Prozent.

### Verkehr

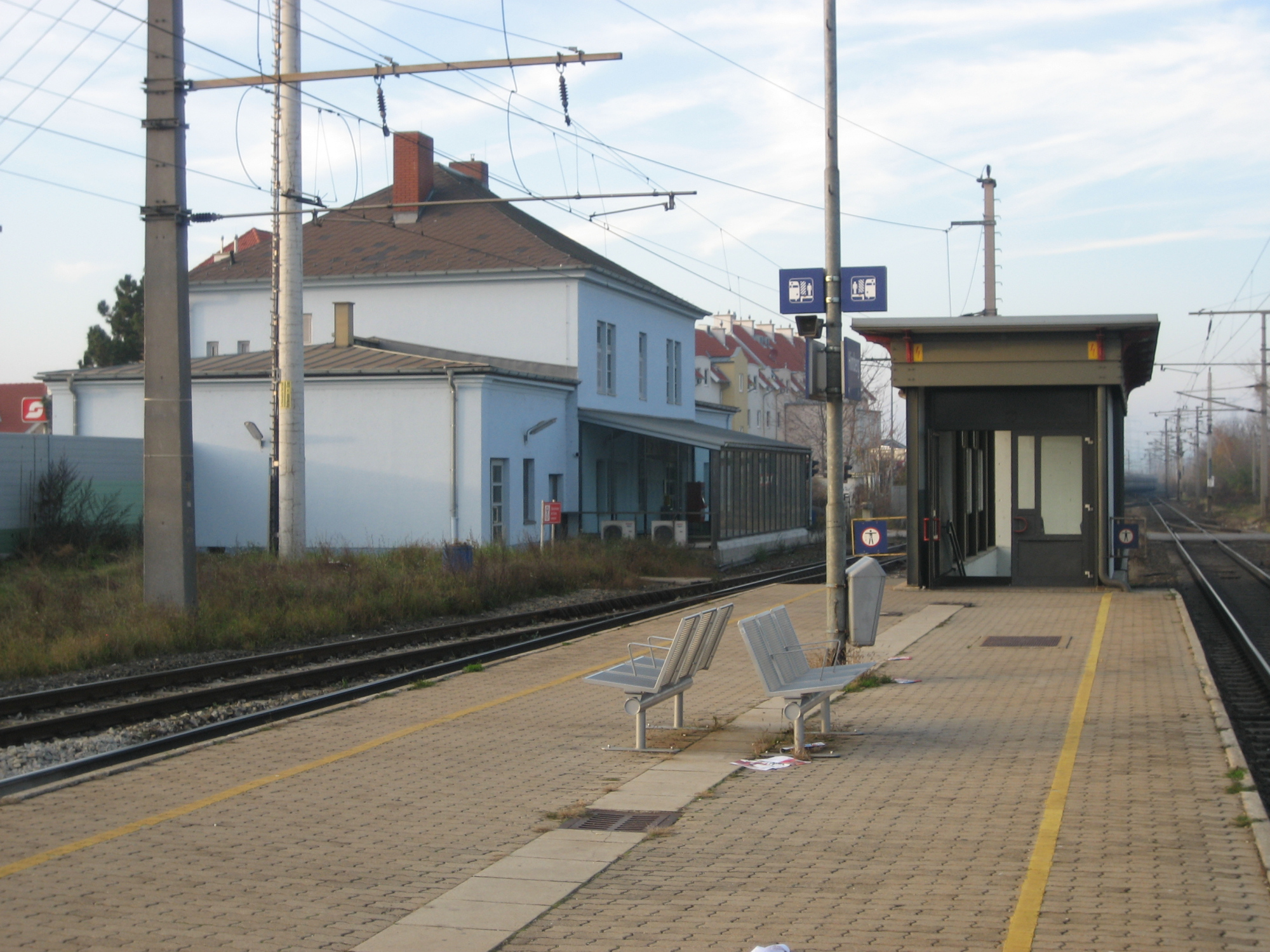
Bahnhof Himberg

Der Bahnhof Himberg liegt an der Ostbahn. Der Bahnhof wird 2025 abgerissen und neu errichtet.

### Öffentliche Einrichtungen
- In der Gemeinde gibt es drei Kindergärten,[15] eine Volksschule, eine Neue Mittelschule[16], eine Polytechnische Schule und eine Musikschule.
- Die Polizeiinspektion Himberg befindet sich in der Wiener Straße 20a, sie ist somit als einzige Polizeiinspektion für alle drei Ortsteile der Gemeinde zuständig. Darüber hinaus ist sie auch für die Gemeinden Zwölfaxing und Rauchenwarth rayonszuständig.
- Des Weiteren befindet sich in allen drei Ortsteilen Himbergs jeweils eine Freiwillige Feuerwehr. Sie arbeiten größtenteils unabhängig voneinander. Spezielle Veranstaltungen und Übungen werden aber weitestgehend gemeinsam abgehalten.

Die Feuerwehr Himberg hat ihr Feuerwehrhaus in der Gutenhoferstraße 32, auf der sieben Feuerwehrfahrzeuge und knapp 70 aktive Mitglieder ihren ehrenamtlichen Dienst versehen. Im Schnitt werden von der Feuerwehr Himberg rund 300 Einsätze jährlich absolviert.
Die Freiwillige Feuerwehr Pellendorf ist in der Lanzendorferstraße 21 situiert. Auf ihr sind fünf Fahrzeuge stationiert, wovon zwei ehemalige Fahrzeuge der Feuerwehr Himberg sind. Der Mannschaftsstand beträgt rund 50 Mitglieder. Die Wettkampfgruppe die in der Feuerwehr Pellendorf besteht, wurde im Juli 2015 Landessieger im Wettkuppeln.
Die Feuerwehr Velm befindet sich in der Velmerstraße 24. Im Feuerwehrhaus sind vier Feuerwehrfahrzeuge stationiert.
- Die Rettungsstelle Himberg ist eine Zweigstelle des Roten Kreuzes Schwechat. Auf ihr ist ein Rettungswagen stationiert.
- Zusätzlich wird durch das Rote Kreuz Schwechat eine First-Responder-Gruppe geleitet, welche aus ehrenamtlichen Sanitätern mit Wohnsitz in der Gemeinde Himberg besteht, die in ihrer Freizeit zu Rettungseinsätzen im Gemeindegebiet mit ihrem privaten PKW alarmiert werden. Dies soll die Zeit zwischen Alarmierung und Eintreffen des Rettungswagens am Einsatzort durch professionelle Ersthelfer überbrücken. Unter anderem sind die Sanitäter mit einem Notfallrucksack und einem Defibrillator ausgestattet.

### Sport
- SC Himberg

## Politik

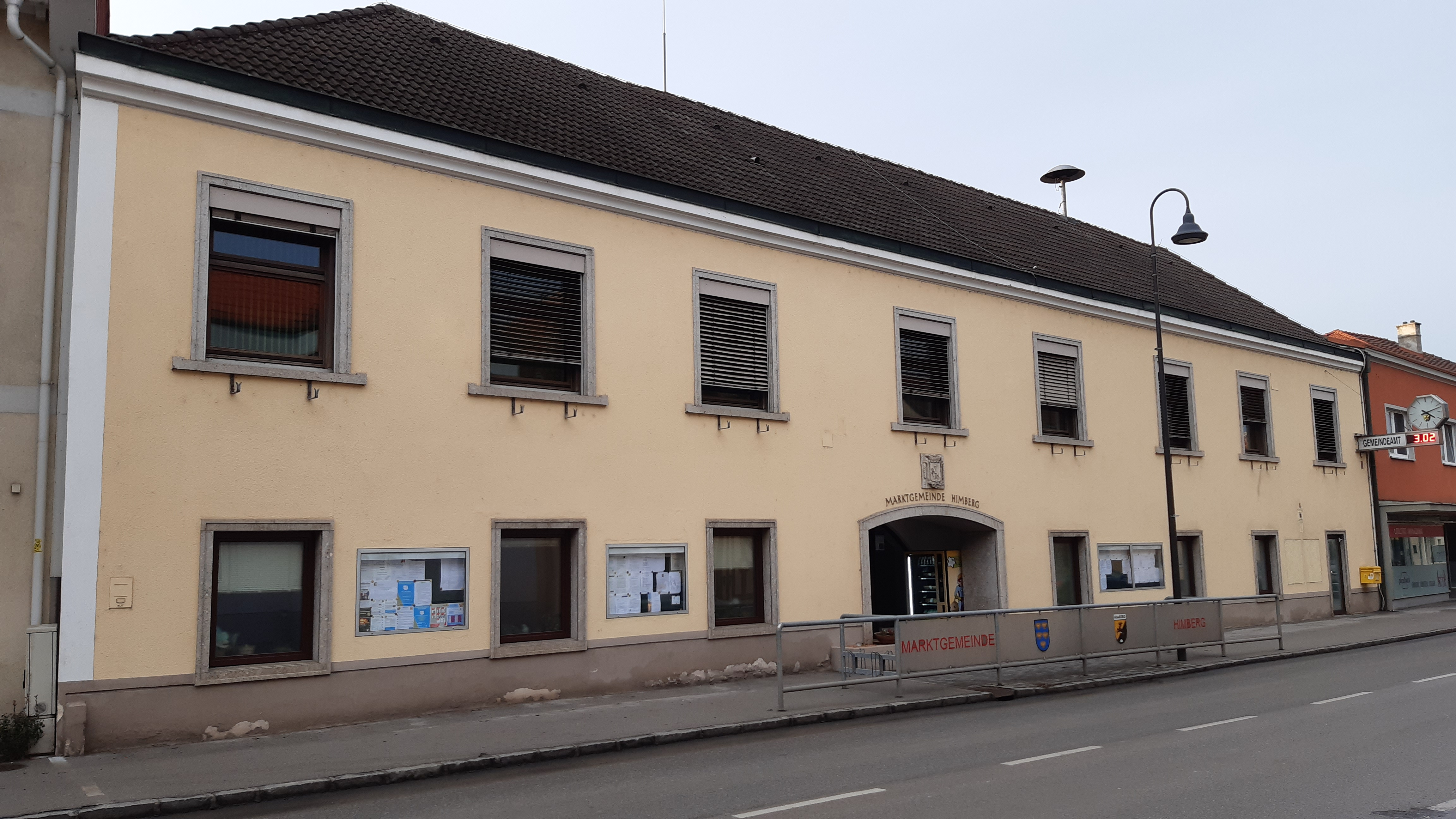
Gemeindeamt Himberg im Februar 2021

### Gemeinderat
Der Gemeinderat hatte 29 Mitglieder und 33 Mitglieder ab dem Jahr 2025.
- Nach den Gemeinderatswahlen in Niederösterreich 1990 hatte der Gemeinderat folgende Verteilung: 18 SPÖ, 8 ÖVP und 3 FPÖ.
- Nach den Gemeinderatswahlen in Niederösterreich 1995 hatte der Gemeinderat folgende Verteilung: 18 SPÖ, 7 ÖVP, 3 FPÖ und 1 LIF.[17]
- Nach den Gemeinderatswahlen in Niederösterreich 2000 hatte der Gemeinderat folgende Verteilung: 18 SPÖ, 7 ÖVP, 3 FPÖ und 1 LIF.[18]
- Nach den Gemeinderatswahlen in Niederösterreich 2005 hatte der Gemeinderat folgende Verteilung: 20 SPÖ, 7 ÖVP, 1 BLH–Bürgerliste Himberg und 1 FPÖ. [19]
- Nach den Gemeinderatswahlen in Niederösterreich 2010 hatte der Gemeinderat folgende Verteilung: 18 SPÖ, 8 ÖVP, 2 FPÖ und 1 GRÜNE.[20]
- Nach den Gemeinderatswahlen in Niederösterreich 2015 hatte der Gemeinderat folgende Verteilung: 15 SPÖ, 7 ÖVP, 4 FPÖ und 3 GRÜNE.[21]
- Nach den Gemeinderatswahlen in Niederösterreich 2020 hatte der Gemeinderat folgende Verteilung: 16 SPÖ, 8 ÖVP, 3 GRÜNE und 2 FPÖ.[22]
- Nach den Gemeinderatswahlen in Niederösterreich 2025 hat der Gemeinderat folgende Verteilung: 21 SPÖ, 7 ÖVP, 4 FPÖ und 1 GRÜNE.[23]

### Bürgermeister
- 1989–2018: Erich Klein (SPÖ)[24]
- seit 2019: Ernst Wendl (SPÖ)[25]

## Persönlichkeiten

### Söhne und Töchter der Gemeinde
- Karl Eduard Bauernschmid (1801–1875), Beamter, Politiker und Journalist
- Julius Robert (1826–1888), Chemiker und Industrieller
- Ludwig Bandl (1842–1892), Frauenarzt, Erstbeschreiber des Bandl-Rings und Erfinder der Bandl-Kürette
- Karl Drochter (1940–2021), Gewerkschaftssekretär, Politiker und Mitglied des Bundesrates
- Herwig Zens (1943–2019), Maler und Kunstpädagoge
- Thomas Panny (* 1987), Fußballer
- Katrin Beierl (* 1993), Bobsportlerin

### Personen mit Bezug zur Gemeinde
- Franz Freiherr Mayr von Melnhof (1854–1893), Industrieller